# Cody McLeod
Cody McLeod (Binscarth, Manitoba, Kanada, 26. lipnja 1984.) kanadski je profesionalni hokejaš na ledu koji igra na poziciji lijevog krila. Trenutačno je član Colorado Avalanchea koji se natječe u NHL-u.

## Karijera
McLeod karijeru započinje 2001. godine zaigravši u WHL-u za klub Portland Winter Hawks. S Hawksima provodi četiri sezone upisavši 257 nastupa u regularnom dijelu sezona, odnosno, 24 nastupa u doigravanjima. Po jednu utakmicu odigrao je za Waywayseecappo Wolverines (MJHL) u sezoni 2003./04. te za Adirondack Frostbite (UHL) u sezoni 2004./05. U dresu Frostbitesa upisao je dodatnih pet nastupa u doigravanju. Nakon Hawksa pokušao je izboriti ugovor s Boston Bruinsima, ali nakon svih proba nije uspio te potpisuje za Lowell Lock Monsters, Osim s Monstersima u sezoni igra i u njihovoj ECHL podružnici San Diego Gulls.

### Colorado Avalanche (2006. - danas)
6. srpnja 2006. godine, kao slobodan igrač, potpisuje ugovor s Colorado Avalancheom. U rujnu klub ga šalje na kaljenje u Albany River Rats koji se natječe u AHL-u. Sljedeću sezonu započinje u podružnici Lake Erie Monsters, ali 16. prosinca 2007. godine Avalanche mu daje priliku te McLeod od tad redovno nastupa u NHL-u. 19. prosinca 2007. godine upisao je svoj prvi nastup u NHL-u u utakmici protiv Anaheim Ducksa, a prvi pogodak postiže 27. prosinca 2007. godine u utakmici protiv Detroit Red Wingsa. Ubrzo postaje prvi novak u povijesti Avalanchea koji je uspio zaraditi stotinu kaznenih minuta te se na taj način prometnuo u jednog od glavnih "boraca" na ledu. 19. lipnja 2009. godine potpisuje novi trogodišnji ugovor s Avalancheom.

## Statistika karijere
Bilješka: OU = odigrane utakmice, G = gol, A = asistencija, Bod = bodovi, KM = kaznene minute
| 2001./02.       | Portland Winter Hawks     | WHL             | 47  | 10 | 3  | 13 | 86  | 5  | 0 | 0 | 0 | 0  |
| 2002./03.       | Portland Winter Hawks     | WHL             | 71  | 15 | 18 | 33 | 153 | 7  | 1 | 1 | 2 | 13 |
| 2003./04.       | Waywayseecappo Wolverines | MJHL            | 1   | 0  | 0  | 0  | 0   | —  | — | — | — | —  |
| 2003./04.       | Portland Winter Hawks     | WHL             | 69  | 13 | 18 | 31 | 227 | 5  | 2 | 2 | 4 | 6  |
| 2004./05.       | Portland Winter Hawks     | WHL             | 70  | 31 | 29 | 60 | 195 | 7  | 0 | 3 | 3 | 8  |
| 2004./05.       | Adirondack Frostbite      | UHL             | 1   | 0  | 0  | 0  | 0   | 5  | 0 | 0 | 0 | 11 |
| 2005./06.       | Lowell Lock Monsters      | AHL             | 33  | 4  | 5  | 9  | 87  | —  | — | — | — | —  |
| 2005./06.       | San Diego Gulls           | ECHL            | 16  | 4  | 5  | 9  | 48  | 2  | 2 | 1 | 3 | 14 |
| 2006./07.       | Albany River Rats         | AHL             | 73  | 11 | 8  | 19 | 180 | 5  | 0 | 0 | 0 | 4  |
| 2007./08.       | Lake Erie Monsters        | AHL             | 27  | 6  | 7  | 13 | 101 | —  | — | — | — | —  |
| 2007./08.       | Colorado Avalanche        | NHL             | 49  | 4  | 5  | 9  | 120 | 10 | 1 | 1 | 2 | 26 |
| 2008./09.       | Colorado Avalanche        | NHL             | 79  | 15 | 5  | 20 | 162 | —  | — | — | — | —  |
| Sveukupno - NHL | Sveukupno - NHL           | Sveukupno - NHL | 128 | 19 | 10 | 29 | 282 | 10 | 1 | 1 | 2 | 26 |

## Vanjske poveznice
- Profil na NHL.com
- Profil na theAHL.com
- Profil na The Internet Hockey Database